# Dicaelotus mandibulator
Dicaelotus mandibulator là một loài tò vò trong họ Ichneumonidae.